# 3월 4일
3월 4일은 그레고리력으로 63번째(윤년일 경우 64번째) 날에 해당한다. 대한민국에서 3월 3일이 일요일인 해에는 초·중·고등학교, 대학의 시업식이나 입학식을 3월 4일에 치른다.

## 사건
- 1461년 - 장미 전쟁: 랭커스터 왕가의 헨리 6세가 물러나고 요크의 에드워드 4세가 왕위에 오르다.
- 1791년 - 버몬트주가 미국의 14번째 주가 되었다.
- 1824년 - 미국 대통령 선거에서 선거인단 수와 총 득표 수에서 모두 뒤졌던 존 퀸시 애덤스가 미국의 제6대 대통령에 취임하다.
- 1942년 - 숙칭 대학살이 종료됐다.
- 2001년 - 홍제동 주택 화재 사고: 서울 서대문구 홍제동에 위치한 2층 주택에서 발생한 화재로 2층 주택이 붕괴, 소방관 6명이 순직하다.

## 문화
- 2000년 - 일본에서 플레이스테이션 2가 출시되다.

## 탄생
- 1394년 - 포르투갈의 왕국 엔히크 항해왕자. (~1460년)
- 1537년 - 명나라의 제12대 황제 융경제. (~1572년)
- 1561년 - 일본 센고쿠 시대의 무장 이이 나오마사. (~1602년)
- 1678년 - 이탈리아의 성직자, 작곡가 안토니오 비발디. (~1740년)
- 1826년 - 미국의 남북전쟁 당시 북군 기병 장교 존 뷰포드. (~1863년)
- 1877년 - 미국의 발명가 개릿 모건. (~1963년)
- 1892년 - 일제 강점기의 소설가 이광수. (~1950년)
- 1898년 - 독일의 군인 한스 크렙스. (~1945년)
- 1901년 - 일본의 기업인 아시하라 요시시게. (~2003년)
- 1907년 - 스페인의 슈퍼센티네리언 마리아 브라냐스 모레라. (~2024년)
- 1910년 - 브라질의 30대 대통령 탕크레두 네베스. (~1985년)
- 1913년 - 미국의 배우 존 가필드. (~1952년)
- 1925년
  - 대한민국의 기업인 이맹기. (~2004년)
  - 프랑스의 작곡가 폴 모리아. (~2006년)
- 1926년 - 프랑스의 왕자, 레이싱카 운전사, 사업가 부르봉파르마 왕자 미셸. (~2018년)
- 1929년 - 네덜란드의 지휘자 베르나르트 하이팅크. (~2021년)
- 1930년 - 대한민국의 비전향 장기수 리경구.
- 1932년 - 남아프리카 공화국의 가수, 배우 미리엄 마케바. (~2008년)
- 1933년 - 대한민국의 군인, 정치인 서정화. (~2024년)
- 1938년 - 기니의 대통령 알파 콩데.
- 1940년 - 미국의 배우 지-투 컴부카. (~2017년)
- 1948년 - 미국의 소설가 제임스 엘로이.
- 1950년 - 영국의 교육학자 켄 로빈슨.
- 1951년 - 영국의 축구 선수 케니 달글리시.
- 1953년 - 대한민국의 바둑 기사 장두진. (~2020년)
- 1954년
  - 캐나다, 미국의 배우 캐서린 오하라.
  - 프랑스의 총리 프랑수아 피용.
- 1958년
  - 대한민국의 전 야구 선수 인호봉. (~2021년)
  - 미국의 정치인 티나 스미스.
- 1961년 - 미국의 복싱 선수 레이 맨시니.
- 1964년 - 미국의 기업인 조너선 크래프트.
- 1965년 - 영국의 작곡가 존 머피.
- 1966년 - 대한민국의 배우 김예령.
- 1968년 - 대한민국의 기업인 최진환.
- 1970년
  - 대한민국의 성우 서윤선.
  - 대한민국의 기자 박정훈.
- 1971년
  - 대한민국의 기자, 정치인 박정훈.
  - 대한민국의 소설가 윤진. (~2001년)
- 1972년 - 북한의 체조 선수 배길수.
- 1973년 - 미국의 영화 감독 렌 와이즈먼.
- 1974년
  - 대한민국의 배우 김정은.
  - 아르헨티나의 축구 선수 아리엘 오르테가.
  - 대한민국의 전 야구 선수 최만호.
- 1976년 - 이란의 레슬링 선수 알리레자 헤이다리.
- 1978년 - 대한민국의 야구 코치, 전 야구 선수 정수성.
- 1980년
  - 대한민국의 배우 정다빈. (~2007년)
  - 대한민국의 성우 김보영.
  - 대한민국의 가수 주성원.
- 1981년 - 대한민국의 배우 황수경.
- 1982년
  - 대한민국의 야구 선수 손승락.
  - 미국의 축구 선수 랜던 도너번.
  - 대한민국의 희극인 이상훈.
- 1983년 - 대한민국의 작곡가 정병걸.
- 1984년
  - 대한민국의 전 야구 선수 송수.
  - 대한민국의 중국인 방송인 장위안.
  - 대한민국의 배우 정재헌.
- 1985년
  - 대한민국의 배우 류상욱.
  - 미국의 배우 스콧 마이클 포스터.
- 1986년
  - 대한민국의 배우 박민영.
  - 대한민국의 배우 정윤하.
- 1987년
  - 대한민국의 성우 원에스더.
  - 대한민국의 가수 이시현.
- 1988년
  - 대한민국의 배우 김준형.
  - 독일의 테니스 선수 라우라 지게문트.
- 1989년 - 미국의 패션 모델 에린 헤더튼.
- 1990년
  - 대한민국의 레이싱 모델 장은영.
  - 스페인의 축구 선수 프란 메리다.
  - 미국의 배우 앤드리아 보언.
- 1991년
  - 대한민국의 전직 기상캐스터 임혜정.
  - 대한민국의 배우 하수민.
- 1992년
  - 독일의 축구 선수 베른트 레노 (바이어 04 레버쿠젠).
  - 대한민국의 가수 오태하 (스피드).
  - 대한민국의 아나운서 곽민선.
  - 아르헨티나의 축구 선수 에리크 라멜라.
  - 대한민국의 레이싱 모델 한유리.
- 1993년 - 대한민국의 아나운서 김하은.
- 1994년
  - 대한민국의 배우 한보배.
  - 대한민국의 유튜브 크리에이터 나름TV.
- 1995년
  - 대한민국의 가수 주호.
  - 대한민국의 전직 스타크래프트 프로게이머 박진석.
- 1996년
  - 대한민국의 가수 홀랜드.
  - 독일의 프리스타일 스키 선수 다니엘라 마이어.
  - 파라과이의 축구 선수 안토니오 사나브리아.
- 1997년
  - 대한민국의 모델 겸 가수 권현빈 (JBJ).
  - 일본의 프리스타일 스키 선수 하라 다이치.
- 1998년
  - 대한민국의 리그 오브 레전드 프로게이머 쏠.
  - 대한민국의 가수 유다빈.
- 1999년 - 대한민국의 치어리더 변하율.
- 2000년 - 대한민국의 가수, 배우 박영훈.
- 2001년
  - 대한민국의 바둑 기사 김지명.
  - 대한민국의 골프 선수 전예성.
- 2002년 - 대한민국의 배우 최하호.
- 2003년 - 대한민국의 배우 박사랑.

## 사망
- 561년 - 제60대 로마의 교황 교황 펠라지오 1세. (?~)
- 1193년 - 쿠르드족의 출신 술탄 살라딘. (?~)
- 1832년 - 프랑스의 이집트학 학자 장프랑수아 샹폴리옹. (1790년~)
- 1941년 - 독일의 사회운동가 루트비히 크비데. (1858년~)
- 1925년 - 독일의 피아니스트, 작곡가 모리츠 모슈코프스키. (1854년~)
- 2015년
  - 대한민국의 법조 겸 정치인 김명주. (1967년~)
  - 대한민국의 정치인 정상천. (1931년~)
- 2018년 - 이탈리아의 축구 선수 다비데 아스토리. (1987년~)
- 2019년
  - 미국의 영화배우 루크 페리. (1966년~)
  - 독일의 정치인 클라우스 킹켈. (1936년~)
  - 중화인민공화국의 정치인 마오즈융. (1929년~)
- 2020년
  - 페루의 정치인 하비에르 페레스 데 케야르. (1920년~)
  - 조지아의 육상 선수 로베르트 샤블라카제. (1933년~)
- 2021년 - 대한민국의 아나운서 김태욱. (1960년~)
- 2022년
  - 미국의 영화배우 미첼 라이언. (1934년~)
  - 대한민국의 농구 선수 선가희. (2000년~)
  - 오스트레일리아의 크리켓 선수 셰인 원. (1969년~)
- 2024년
  - 일본의 성우 TARAKO. (1960년~)
  - 대한민국의 기업인 김재홍. (1939년~)
- 2025년 - 대한민국의 정치인 박명환. (1938년~)

## 기념일
- 폴란드& 리투아니아 성 카시미르의 날(Saint Casimir's Day)

## 같이 보기
- 전날: 3월 3일 다음날: 3월 5일 - 전달: 2월 4일 다음달: 4월 4일
- 음력: 3월 4일
- 모두 보기